# Кото Лаурел (Порторико)
Кото Лаурел (шп. Coto Laurel) град је у америчкој острвској територији Порторико, острвској држави Кариба.

## Демографија
По попису из 2010. године број становника је 3.047, што је 559 (-15,5%) становника мање него 2000. године.
| Група             | 2000.         | 2010.         |
| Белци             | 11 (0,3%)     | 3 (0,1%)      |
| Афроамериканци    | 201 (5,6%)    | 429 (14,1%)   |
| Азијати           | 0 (0,0%)      | 1 (0,0%)      |
| Хиспаноамериканци | 3.594 (99,7%) | 3.044 (99,9%) |
| Укупно            | 3.606         | 3.047         |